# United States Army
L'Esercito degli Stati Uniti d'America (in inglese: United States Army, spesso abbreviato in U.S. Army) costituisce la più grande delle forze armate degli Stati Uniti d'America.
Il nucleo originario fu il Continental Army, istituito il 14 giugno 1775, prima della dichiarazione d'indipendenza, per affrontare la prevedibile guerra contro le forze del Regno Unito.
Nell'anno fiscale 2017 lo United States Army si componeva di 475.000 soldati, la Army National Guard (ARNG) 342.000, la United States Army Reserve (USAR) 198.000, ripartito in 10 divisioni e unità indipendenti.

## Storia

### La rivoluzione americana ed ilContinental Army

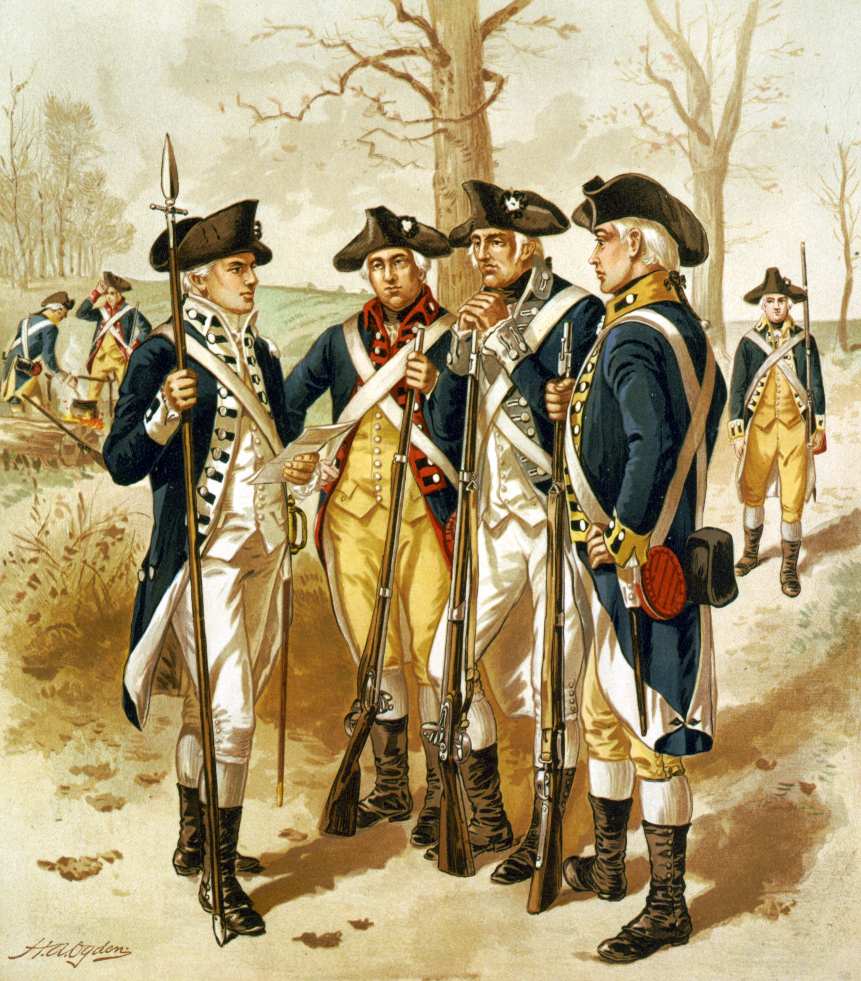
Fanteria dell'Esercito Continentale

Il 14 giugno 1775 il Congresso Continentale affidò al Generale Washington il comando dell'Esercito continentale, creato con le diverse milizie delle colonie, con la missione di contrastare la Gran Bretagna. Inizialmente tale esercito fu profondamente influenzato dalle tecniche e procedure di combattimento dell'Esercito britannico data la sua composizione essenzialmente di ex militari della Corona. Con il progredire degli eventi della guerra di indipendenza americana, l'esercito continentale fu molto influenzato dalla Francia e dalla Prussia, grazie alla loro assistenza, specialmente con il generale Friedrich Wilhelm von Steuben.
George Washington utilizzò la tecnica della guerra di logoramento e della guerriglia (attacca e scappa) e grazie anche all'aiuto di francesi, spagnoli e olandesi l'Esercito continentale, dopo le vittorie di Trenton e Princeton e la risolutiva vittoria di Yorktown, ebbe la meglio sulle forze ostili. Tale successo venne sancito e riconosciuto dal Trattato di Parigi con cui venne riconosciuta l'indipendenza degli Stati Uniti.

### Costituzione e i primi conflitti nel XIX secolo
Finita la guerra nel 1783, per sostituire il Continental Army, ridotto a 80 uomini, il Congresso creò il 3 giugno 1784 lo Regular Army, primo nucleo dello United States Army, formato e ufficializzato ottenendo volontari dalle milizie di quattro degli stati.
Ma fu nel luglio 1798, con la crisi con la Francia che portò alla quasi-guerra che il presidente John Adams avallò la decisione del Congresso di un esercito federale, il Provisional Army, nominando Washington comandante in capo.
Nel 1812-1815 si consumò la seconda e risolutiva guerra anglo-americana. In tale conflitto, le forze americane si rivelarono meno efficaci rispetto al precedente conflitto, ma ebbero comunque la meglio sugli avversari. Inizialmente le truppe americane non riuscirono a difendere dall'attacco britannico la nuova capitale Washington, che venne presa e data alle fiamme dagli occupanti dopo la disastrosa battaglia di Bladensburg, rappresaglia per l'attacco americano ai possedimenti britannici in Canada. Vennero dati alle fiamme e distrutti gran parte degli edifici pubblici e di Governo, compresa la Casa bianca, mentre risparmiati gli edifici privati.
Tuttavia, l'esercito regolare dimostrò di essere abbastanza professionale per avere la meglio sulle truppe britanniche, come accadde nella battaglia di Niagara, sotto il comando dei generali Winfield Scott e Jacob Brown. Due settimane dopo tale battaglia e contemporaneamente alla vittoria americana ottenuta da Andrew Jackson nella battaglia di New Orleans, venne stipulato un trattato tra le parti che sanciva il mantenimento dello status quo.
Successivamente, dal 1815 al 1860, le truppe americane furono coinvolte in numerosissimi conflitti, per lo più su piccola scala, contro i nativi americani, a causa delle mire espansionistiche americane secondo la dottrina del "Destino manifesto".
L'esercito americano combatté e vinse anche la breve guerra messico-statunitense, la cui vittoria portò l'annessione di tutti o parte degli Stati della California, Nevada, Utah, Colorado, Arizona, Wyoming e Nuovo Messico.

### La guerra di secessione

Truppe unioniste nella Battaglia di Antietam

La guerra civile americana (1861-1865) fu la guerra più dispendiosa per gli Stati Uniti. Dopo la secessione degli Stati del Sud, le truppe del sud attaccarono, iniziando formalmente la guerra, le truppe avversarie a Fort Sumter a Charleston (Carolina del Sud). Per i primi due anni, le truppe confederate furono saldamente prevalenti su quelle degli Stati Uniti, ma dopo le battaglie risolutive di Gettysburg in oriente e Vicksburg in occidente, la netta supremazia industriale e tecnologica degli Stati del Nord portò alla sconfitta della Confederazione che fu costretta a chiedere la resa incondizionata ad Appomattox nel mese di aprile 1865. In base ai dati del censimento 1860, l'8% di tutti i maschi bianchi di età compresa tra 13-43 morirono in guerra: 6% al Nord e il 18% nel Sud. In seguito alla guerra civile, l'esercito americano ha combattuto una lunga battaglia con i nativi americani, che hanno resistito all'espansione degli Stati Uniti verso il centro del continente.

### Dalla riforma del 1866

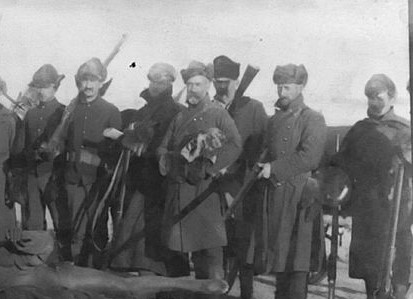
Soldati americani nel 1890

Al termine della guerra di secessione americana, con una legge del 1866 voluta dal presidente Andrew Johnson, si ristrutturò profondamente l'esercito, trasformandolo fondamentalmente in un organismo di polizia militare con compiti di controllo dell'ordine negli ex-Stati confederati e nei territori dell'Ovest, mantenendo alcuni reggimenti e presidi per le guerre indiane, che si concluderanno solo nel 1890. Gli stipendi, inoltre, venivano pagati in assegni al portatore che dovevano essere cambiati in danaro contante a spese dell'interessato.
A questo si aggiunga che la prima vestizione dei soldati era a carico del Governo (camicia blu scura con pantaloni blu chiari e stivali al ginocchio), ma che successivamente riparazioni e nuovi capi di vestiario erano a carico degli interessati; da ciò si deduce che le "uniformi" erano spesso molto poco uniformi lasciando ampio spazio, specie tra gli ufficiali, a capi di vestiario "civile" (famosa la giacca di pelle chiara con frange alle maniche proprio del ten. col. George Armstrong Custer).
Fu a partire dalla fine del XIX secolo, che gli Stati Uniti divennero un potenziale attore della politica internazionale. Le vittorie conseguite dall'esercito nella guerra ispano-americana e nella guerra filippino-americana e gli interventi in America latina e in Cina in occasione della ribellione dei Boxer le fecero acquisire maggior prestigio e ne aumentarono l'estensione territoriale.

### Il XX secolo, le guerre mondiali e la guerra del Vietnam

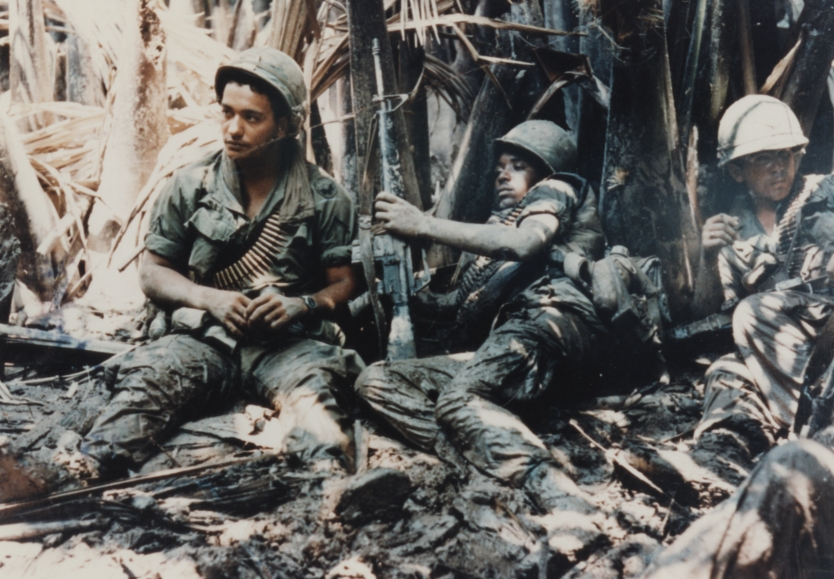
Soldati americani nella guerra del Vietnam

- Nel 1910 il Corpo delle trasmissioni acquistò e fece volare il primo aereo dell'Esercito americano, un biplano Wright Type A.
- Nel 1917, ufficialmente in risposta alla guerra sottomarina indiscriminata tedesca, gli Stati Uniti entrarono nella prima guerra mondiale nello schieramento dell'Intesa (Francia, Gran Bretagna, Russia, Italia). Le truppe statunitensi, guidati dal generale John J. Pershing, ebbero un ruolo importante nella fase finale del conflitto e contribuirono alla vittoria dell'Intesa. Con l'armistizio l'11 novembre 1918, l'esercito ancora una volta venne ridimensionato.
- Il 7 dicembre 1941, in seguito all'attacco giapponese a sorpresa di Pearl Harbor, gli Stati Uniti entrarono nella seconda guerra mondiale. L'esercito mise in atto, sotto la guida del capo di Stato maggiore, generale George Marshall, un enorme programma di espansione e si trasformò in una moderna macchina da guerra completamente motorizzata, che prese parte a tutte le più importanti campagne della seconda parte della guerra. Dopo una fase iniziale caratterizzata da alcune sconfitte contro i giapponesi e i tedeschi, a partire dal 1943 l'esercito americano fu decisivo per la vittoria degli Alleati nelle campagne in Europa e nel Pacifico. Il generale Dwight Eisenhower era il comandante supremo delle forze alleate in Europa nord-occidentale e ricevette il 7 maggio 1945 la resa della Germania, mentre il generale Douglas MacArthur, comandante supremo nel fronte del Pacifico, accolse la resa del Giappone il 2 settembre 1945.
- Nel 1950 scoppiò la guerra di Corea e l'esercito statunitense vi partecipò sotto il comando prima del generale MacArthur, poi del generale Matthew Ridgway e infine del generale Mark Clark. Il conflitto ebbe fasi alterne e terminò solo nel 1953 con una precaria tregua di compromesso.
- All'inizio dell'1960 scoppiò la guerra del Vietnam e l'esercito statunitense impiegò un gran numero di soldati nel periodo 1965-1973, al comando prima del generale William Westmoreland nel periodo della cosiddetta Escalation, poi dal 1968 del generale Creighton Abrams, infine dal 1972 dal generale Frederick Weyand. Nonostante il grande impegno, circa tre milioni di soldati americani combatterono in Vietnam, e le dure perdite subite, 58.000 morti e oltre 300.000 feriti, l'esercito, in cui si manifestarono negli ultimi anni della guerra preoccupanti fenomeni di disgregazione, indisciplina e cedimento del morale, non riuscì ad ottenere la vittoria e venne infine ritirato entro il 1973 senza poter impedire il crollo del Vietnam del Sud.
- Nel 1961, viene condannato a morte John Arthur Bennett, ex militare epilettico con la licenza elementare, accusato di stupro e tentato omicidio di una ragazza austriaca di 11 anni.[5] L'impiccagione fu eseguita a Fort Leavenworth, dopo quattro processi, la convalida del presidente Dwight Eisenhower[6] e il diniego della grazia da parte del successore Kennedy.[7][8][9] Al 2019, si trattava dell'ultima condanna a morte da parte di una corte marziale statunitense.[6]
- Nel 1983, con l'Operazione Urgent Fury, le truppe statunitensi invasero Grenada.
- Nel 1990 intervenne nella prima guerra del Golfo, che si concluse l'anno successivo con la liberazione del Kuwait e la netta vittoria sull'esercito iraqeno. L'esercito dimostrò notevole capacità nella guerra meccanizzata nel deserto e una schiacciante superiorità tecnologica e operativa sul campo.

### Il XXI secolo e l'impegno internazionale

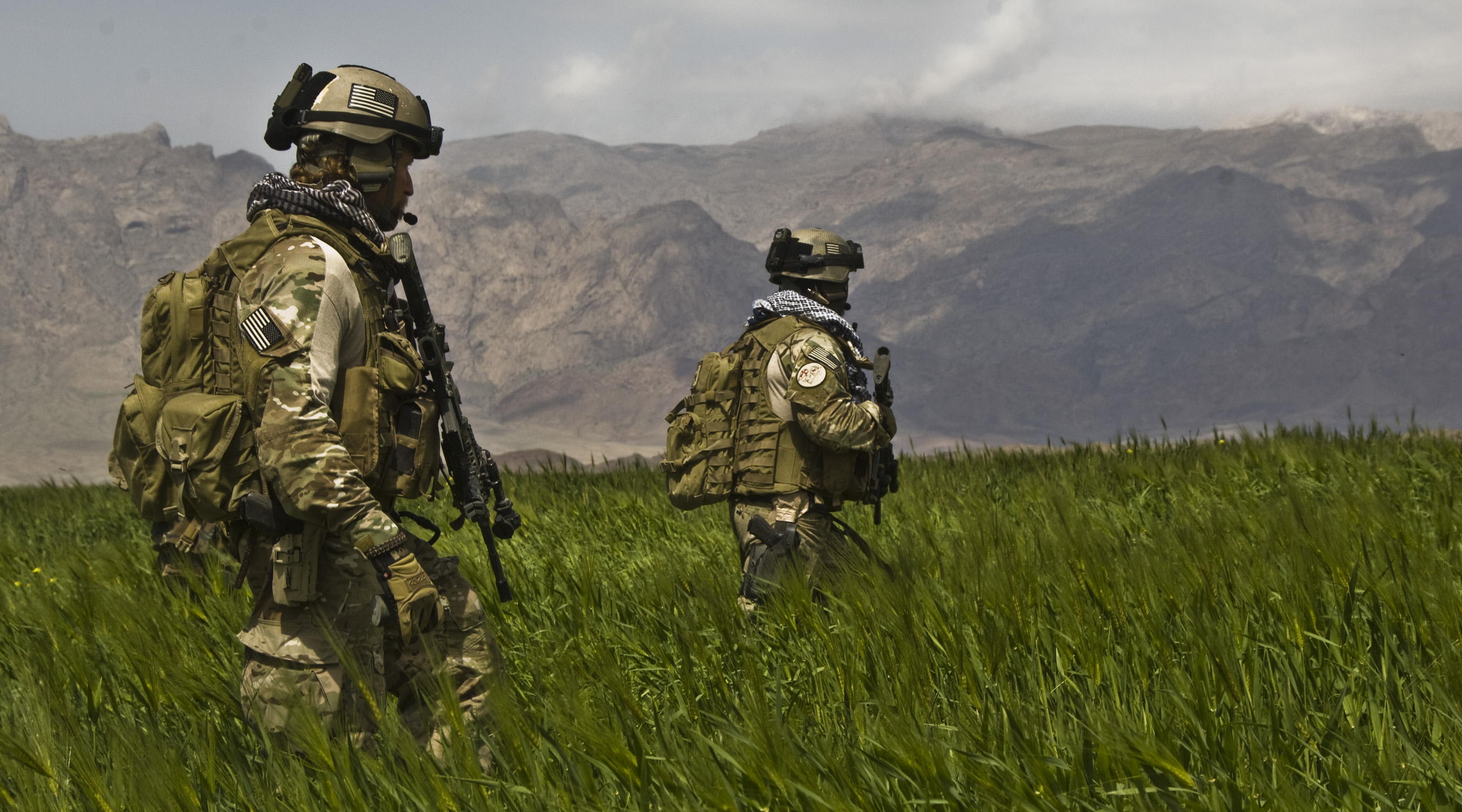
Soldati delle forze speciali dell'esercito americano che pattugliano un campo in Afghanistan

Dopo la fine della guerra fredda e gli attentati dell'11 settembre 2001 e l'inizio della guerra globale al terrorismo, lo U.S. Army in accordo col resto delle Forze Armate nazionali e della Nato è stato impiegato in due grandi operazioni militari: l'invasione dell'Afghanistan nel 2001 e la seconda guerra del Golfo in Iraq nel 2003.
In Iraq l'US Army, dopo la rapida campagna iniziale conclusa con successo con la caduta del regime iracheno e l'entrata delle truppe statunitensi a Baghdad, ha dovuto impegnarsi per quasi un decennio in una dura guerriglia contro la resistenza subendo più di 4 000 perdite e migliaia di feriti, senza riuscire a stabilizzare in modo permanente la situazione regionale, mentre in Afghanistan, la guerra si è conclusa, dopo un gravoso impegno ventennale, con la repentina ritirata generale delle truppe statunitensi, il subitaneo crollo del regime filo-occidentale e la completa vittoria dei talebani che hanno riassunto il potere. Lo U.S Army non è stato quindi in grado di portare a termine la sua missione.
Lo U.S. Army è impegnato in un cruciale programma di modernizzazione secondo la dottrina network-centrica. Con la cancellazione del programma "FCS", il programma di modernizzazione più importante è il TDB.

## Competenze e funzioni
Lo U.S.Army è la branca terrestre delle forze armate degli Stati Uniti d'America; la sua missione primaria è quella di fornire le strategie e le capacità necessarie alla sicurezza e alla difesa nazionale degli Stati Uniti d'America e il suo controllo è affidato al Department of the Army, uno dei tre dipartimenti facenti capo al Dipartimento della Difesa.
A capo del Dipartimento dell'Esercito è posto un funzionario civile che assume il titolo di Segretario dell'Esercito, equivalente ad un Sottosegretario di Stato alla Difesa italiano con delega all'Esercito, e assume il vertice della gerarchia dell'Esercito. All'apice della gerarchia militare è posto il Capo di Stato Maggiore dell'Esercito, che è il più alto Ufficiale in grado dell'Esercito. La legislazione statunitense prospetta per tale branca le seguenti funzioni:
- preservare la pace e la sicurezza, assicurare la difesa degli USA e dalle aree da essi occupate;
- sostenere le politiche nazionali;
- realizzare gli obiettivi di politica nazionale;
- combattere ogni nazione che possa nuocere alla pace e alla sicurezza degli Stati Uniti d'America.

## Organizzazione

### Struttura
Lo U.S. Army è composto da tre componenti, una attiva e due di riserva:
- Forze attive o Esercito regolare
- Army Reserve
- Army National Guard

### Organizzazioni delle unità regolari
L'US Army consiste di dieci divisioni attive oltre a diverse unità indipendenti. Il numero di unità è destinato a crescere, con quattro nuove brigate che saranno complete nel 2013, per un totale di 74 200 soldati in più rispetto al gennaio 2007. Ogni divisione consisterà in quattro brigate operative terrestri, almeno una brigata d'aviazione come pure una d'artiglieria e una per i servizi di supporto. Sarà possibile aggiungere brigate addizionali ai quartier generali delle divisioni in base alle missioni assegnate.
All'interno dell'Army National Guard (Guardia Nazionale) e dell'Army Reserve (Riserva dell'Esercito) ci sono altre otto divisioni, oltre quindici brigate di manovra, altre brigate di supporto e battaglioni indipendenti di cavalleria, fanteria, artiglieria, aviazione, genio e di supporto. L'Army Reserve fornisce virtualmente tutti i membri delle operazioni psicologiche (psychological operations) e degli affari civili.

### Headquarters, United States Department of the Army(HQDA)

#### Army Commands
- United States Army Forces Command - FORSCOM
  -  I Corps
  -  III Corps
  -  XVIII Airborne Corps
  -  First Army
  -  United States Army Reserve Command
  -  20th CBRNE Command
  -  32nd Army Air and Missile Defense Command
  -  National Training Center
  -  Joint Readiness Training Center
  -  Air Traffic Services Command
- United States Army Materiel Command - AMC
- United States Army Training and Doctrine Command - TRADOC
- United States Army Futures Command - AFC

#### Army Service Component Commands
- United States Army Africa - USARAF
- United States Army Central - USARCENT
- United States Army North - USARNORTH
- United States Army South - USARSO
- United States Army Europe - USAREUR
- United States Army Pacific - USARPAC
- United States Army Special Operations Command - USASOC
- Military Surface Deployment and Distribution Command -SDDC
- United States Army Space and Missile Defense Command/Army Forces Strategic Command - USASMDC/ARSTRAT
- United States Army Cyber Command - USARCYBER

#### Direct Reporting Units
- United States Army Medical Command - MEDCOM
- United States Army Intelligence and Security Command - INSCOM
- United States Army Criminal Investigation Command -USACIDC
- United States Army Human Resources Command -HRC
- United States Army Corps of Engineer - USACE
- United States Army Military District of Washington - MDW
- United States Army Test and Evaluation Command - ATEC
- United States Military Academy - USMA
- United States Army Acquisition Support Center - USAASC
- United States Army Installation Management Command - IMCOM
- United States Army War College
- Arlington National Cemetery
- United States Army Accessions Support Brigade

### Special Operations Forces - Forze per operazioni speciali

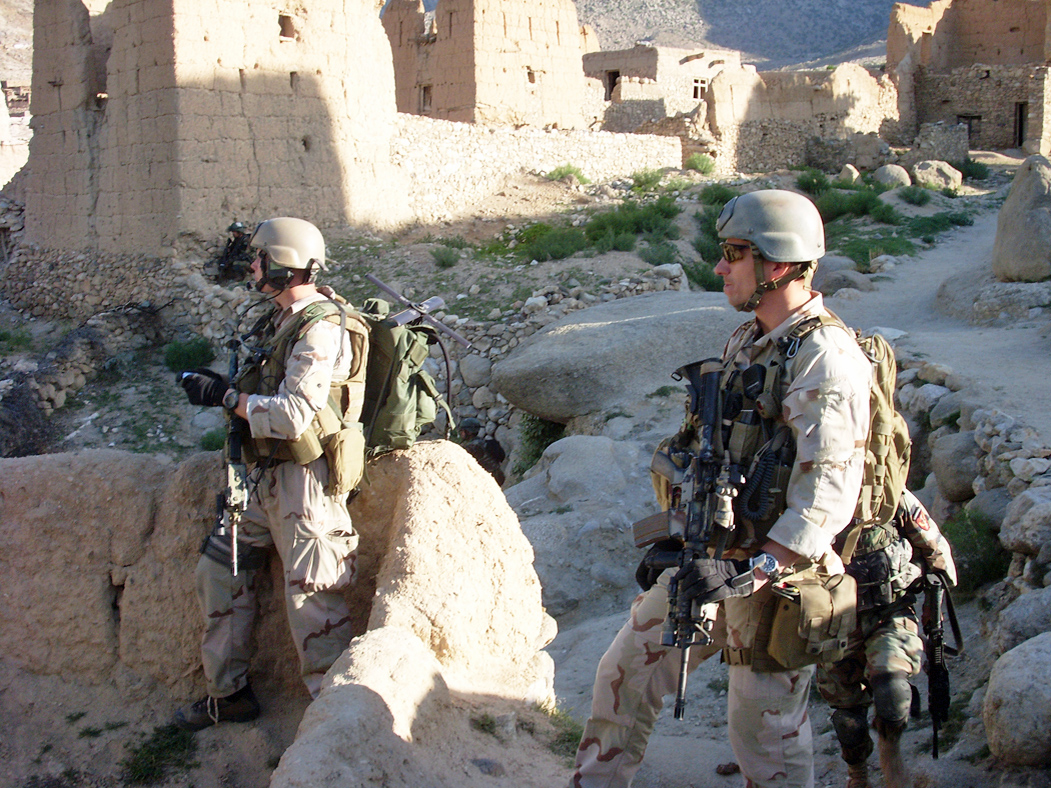
Incursori dei Berretti verdi dell'ODA 3336, 3rd Special Forces Group, durante una ricognizione in Afghanistan.

US Army Special Operations Command (Aviotrasportato):
| Nome                                                             | Quartier Generale             | Struttura e scopo |
| ---------------------------------------------------------------- | ----------------------------- | --- |
| Special Forces (Berretti Verdi)                                  | Fort Bragg, Carolina del Nord | Sette gruppi addestrati alla guerra non convenzionale, difesa interna di paesi esterni, ricognizione speciale, azione diretta e contro-terrorismo. |
| 75th Ranger Regiment (Rangers)                                   | Fort Benning, Georgia         | Tre battaglioni di fanteria aviotrasportata d'élite. |
| 160th Special Operations Aviation Regiment (Night Stalkers)      | Fort Campbell, Kentucky       | Quattro battaglioni, forniscono supporto dagli elicotteri per le truppe generiche e le forze speciali. |
| 4th Military Information Support Group                           | Fort Bragg, Carolina del Nord | Unità specializzata in operazioni psicologiche (psychological operations, psyops), composta da quattro battaglioni. |
| 8th Military Information Support Group                           | Fort Bragg, Carolina del Nord | Unità specializzata in operazioni psicologiche (psychological operations, psyops), composta da tre battaglioni. |
| 95th Civil Affairs Brigade                                       | Fort Bragg, Carolina del Nord | Brigata per gli affari civili. |
| 528th Sustainment Brigade (Special Operations) (Aviotrasportata) | Fort Bragg, Carolina del Nord | |
| 1st SFOD-D (Delta Force)                                         | Fort Bragg, Carolina del Nord | Unità di élite nei campi delle operazioni speciali, black ops ed antiterrorismo. Gli operatori della Delta Force sono selezionati generalmente dal resto dai gruppi delle forze speciali dei Berretti Verdi e dal Ranger Regiment, ma con alcune eccezioni da parte di unità regolari. |

## Equipaggiamenti

### Armi

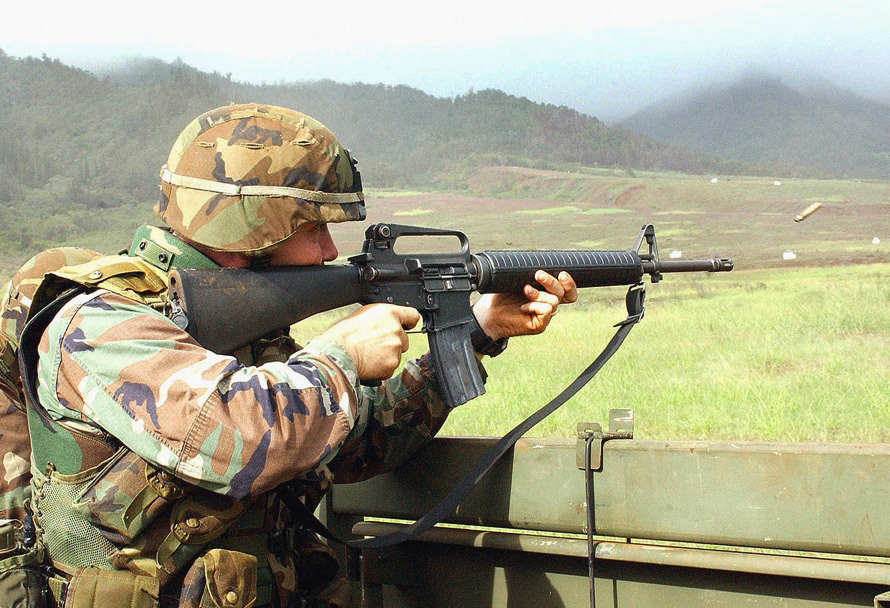
dicembre 2003: uno Specialist spara con il fucile d'ordinanza dell'epoca M16A2.

L'arsenale dello US Army è molto vario e fornito.
La maggior parte delle forniture militari sono "made in U.S.", cosa che favorisce la crescita della fiorente industria militare nazionale, ma ci sono anche prodotti provenienti da industrie estere, compresa quella italiana.
Le principali armi in dotazione sono:
- Fucile d'assalto M16
- Carabina M4
- Pistola M9 (è in corso la sostituzione con la pistola M17)
- Mitragliatrice leggera M249 light machine gun (LMG)
- Mitragliatrice media M240
- Mitragliatrice pesante Browning M2
- Fucile semiautomatico M14
- Fucile di precisione M40A3
- Fucile di precisione anti-materiale Barrett M82
- Baionetta M9
- Lanciagranate a colpo singolo M203 da 40 mm
- Lanciagranate automatico Mk19
- Mortaio da 60 mm M224
- Mortaio da 81 mm M252
- Mortaio da 120 mm M120
- Cannone da 25 mm M242 Bushmaster
- Cannone da 30 mm M230. E M60

Inoltre esistono varie armi che non sono ancora adottate o sono in fase di test:
- Fucile d'assalto Remington ACR, innovativo fucile automatico di precisione.
- Fucile d'assalto FN SCAR, fucile che ha saputo dare prestazioni migliori dell'M4 e utilizza il medesimo calibro.
- Fucile d'assalto Barrett REC7, innovativo fucile d'assalto che sfrutta un calibro maggiore dell'M16 e può abbattere bersagli attraverso giubbotti antiproiettile e muri.
- Fucile di precisione M200 CheyTac, preciso fucile bolt action studiato per ospitare e sparare un calibro simile al.50 BMG.
- M 777 cannone d'artiglieria pesante.
- Heckler & Koch XM8, innovativo fucile d'assalto.

### Veicoli

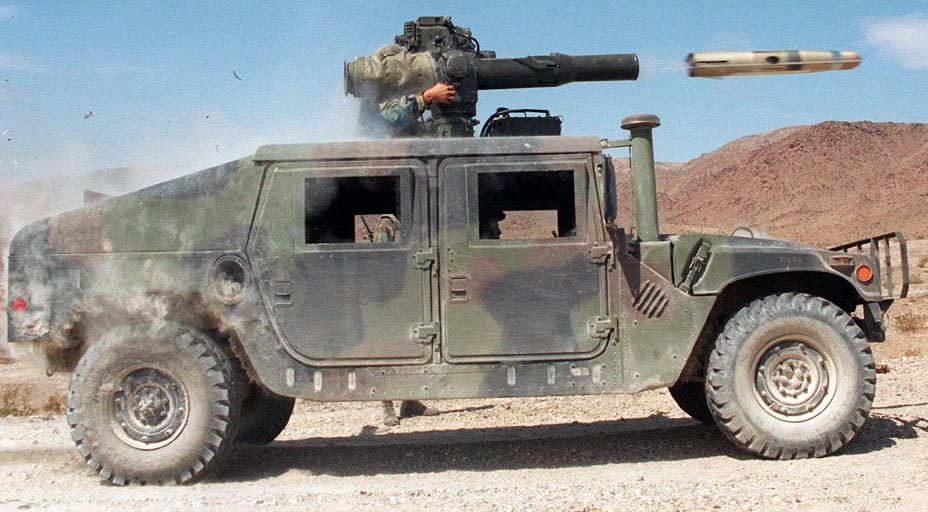
L'Humvee, il veicolo ruotato multiuso dell US Army, qui nella configurazione con lanciamissili TOW.

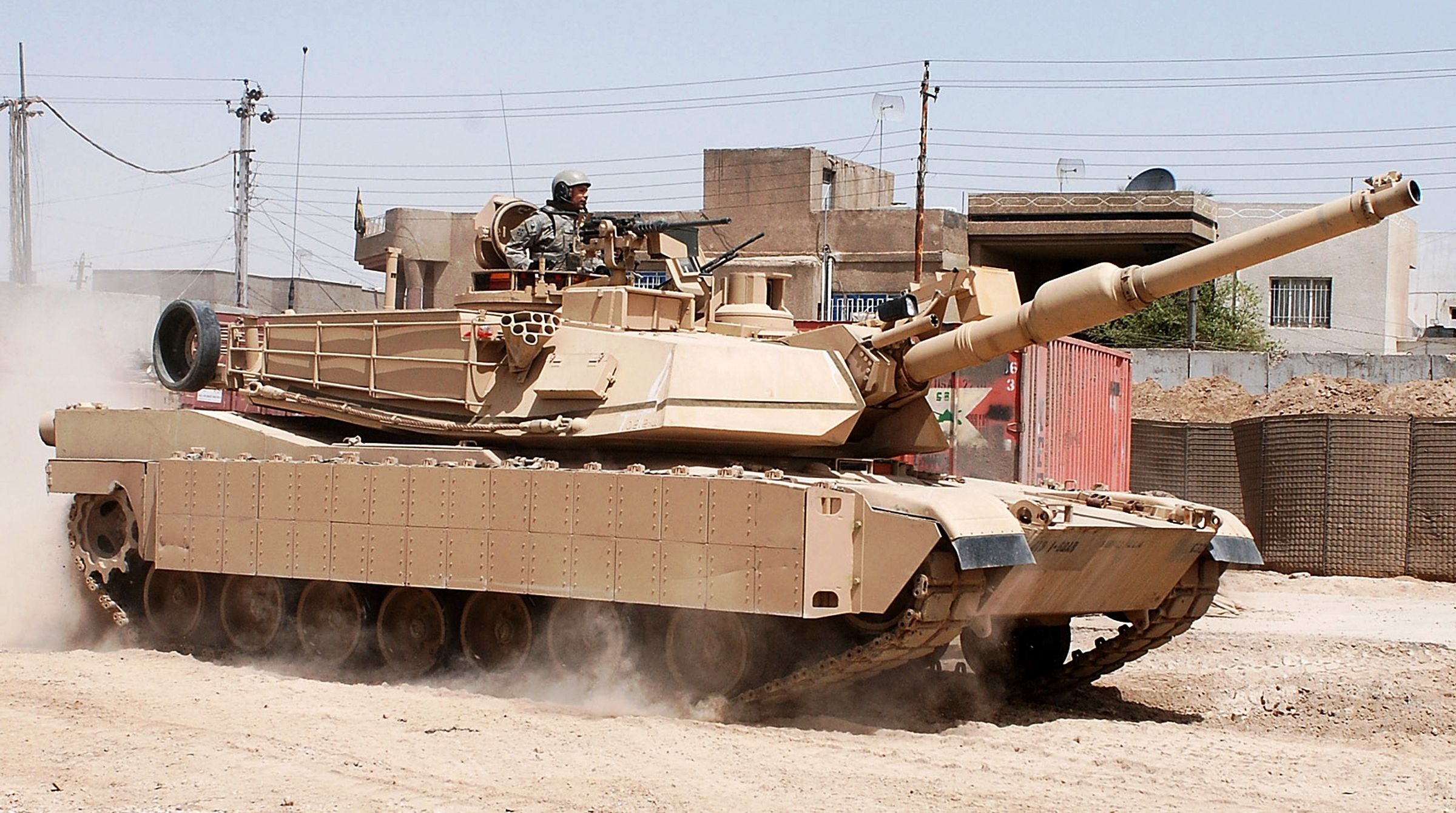
Iraq, aprile 2008: il carro armato standard dell'US Army, l'M1A2 Abrams, dotato del kit TUSK.

Il parco macchine dello US Army è uno dei più nutriti del mondo. Associa un gran numero di veicoli di produzione statunitense, ma anche straniera considerati "allo stato dell'arte" il meglio che ci sia in circolazione. Questi mezzi sono generalmente i più costosi non solo nell'acquisto, ma anche nel cosiddetto "life cost cycle", cosa che li rende acquistabili solo da un numero limitatissimo di clienti.
I principali mezzi ad inventario sono:
- Humvee (veicolo ruotato multiruolo, utilizzato per molte mansioni: trasporto di personale, piattaforma per armi montate come mitragliatrici o TOW, sistemi contraerei, veicolo da ricognizione, ambulanza ed altri) in più di 150 000 unità[14]
- M113 (Apc) in più di 6 300 unità[15]
- M1 Abrams (Carro armato da combattimento dell'US Army) in più di 7 800 unità[16]
- M2/M3 Bradley (veicolo da combattimento della fanteria) in più di 6 700 unità[17]
- M1126 Stryker (Apc) in più di 1 000 unità[18]
- M-ATV in circa 5 651 unità
- Family of Medium Track Vehicles - FMTV
- HEMTT

#### Artiglieria
- M-119A2, Obice da 105 mm
- M-777A2, Obice da 155 mm
- M-109A6 Paladin, Obice semovente da 155 mm, oltre 950 unità
- M-270A1 MLRS, lanciarazzi multiplo
- M142 Himars, lanciarazzi multiplo ad elevata mobilità

#### Sistemi anti-aerei e anti-missile
- AN/TWQ-1 Avenger
- MIM-104 Patriot
- THAAD
- Centurion C-Ram
- 44 Exo-Atmospheric Kill Vehicle, montati su missili intercettori basati a terra

### Mezzi aerei
Sezione aggiornata annualmente in base al World Air Force di Flightglobal del corrente anno. Tale dossier non contempla UAV, aerei da trasporto VIP ed eventuali incidenti accorsi durante l'anno della sua pubblicazione. Modifiche giornaliere o mensili che potrebbero portare a discordanze nel tipo di modelli in servizio e nel loro numero rispetto a WAF, vengono apportate in base a siti specializzati, periodici mensili e bimestrali. Tali modifiche vengono apportate onde rendere quanto più aggiornata la tabella.
| Aeromobile                      | Origine                     | Tipo                                                                                     | Versione                                           | In servizio (2024)          | Note | Immagine                    |
| Aerei per impieghi speciali     | Aerei per impieghi speciali | Aerei per impieghi speciali                                                              | Aerei per impieghi speciali                        | Aerei per impieghi speciali | Aerei per impieghi speciali | Aerei per impieghi speciali |
| ------------------------------- | --------------------------- | ---------------------------------------------------------------------------------------- | -------------------------------------------------- | --------------------------- | --- | --------------------------- |
| De Havilland Canada Dash 8      | Canada                      | SIGINT                                                                                   | DHC-8                                              | 2                           | |                             |
| De Havilland Canada Dash 7      | Canada                      | SIGINT                                                                                   | EO-5C                                              | 3                           | |                             |
| Beechcraft C-12 Huron           | Stati Uniti                 | aereo da ricognizione                                                                    | MC-12RC-12 Guardian                                | 55                          | |                             |
| Raytheon Sentinel               | Stati Uniti                 | aereo da ricognizione                                                                    | R1                                                 | 0                           | 5 Sentinel R1 ex RAF acquistati il 30 novembre 2021. |                             |
| Bombardier Global 6500          | Canada                      | ISR                                                                                      | Global 6500                                        | 0                           | 2 Global 6500 ordinati a settembre 2023 per essere convertiti in piattaforme ISR. |                             |
| Aerei da trasporto              |                             |                                                                                          |                                                    |                             | |                             |
| Beechcraft 1900                 | Stati Uniti                 | aereo da trasporto                                                                       | C-12J                                              | 3                           | |                             |
| Alenia C-27J Spartan            | Italia                      | aereo da trasporto                                                                       | C-27J                                              | 7                           | A febbraio 2023 è stato annunciato che, entro gennaio 2030, i sette esemplari in servizio saranno aggiornati dall'italiana Leonardo con il kit di aggiornamento avionico C-27J 1.2+. |                             |
| CASA C-212 Aviocar              | Spagna                      | aereo da trasporto                                                                       | C-41A                                              | 5                           | |                             |
| Cessna Citation V               | Stati Uniti                 | aereo da trasporto                                                                       | UC-35AUC-35B                                       | 28                          | |                             |
| Gulfstream IV                   | Stati Uniti                 | aereo da trasporto                                                                       | C-20H                                              | 1                           | |                             |
| Beechcraft C-12 Huron           | Stati Uniti                 | aereo da trasporto                                                                       | C-12                                               | 89                          | |                             |
| Fairchild C-26 Metroliner       | Stati Uniti                 | aereo da trasporto                                                                       | C-26E                                              | 12                          | |                             |
| Bombardier C-147                | Canada                      | aereo da trasporto                                                                       | C-147A                                             | 2                           | 2 Dash 8-300 (ridesignati C-147A) per lancio di paracadutisti ordinati e consegnati, uno ad agosto 2018, e il secondo a novembre 2019.                                               |                             |
| Elicotteri                      |                             |                                                                                          |                                                    |                             | |                             |
| Boeing AH-64 Apache             | Stati Uniti                 | elicottero d'attacco                                                                     | AH-64DAH-64E                                       | 824                         | |                             |
| Hughes MH-6 Little Bird         | Stati Uniti                 | elicottero d'attacco                                                                     | AH-6IMH-6I                                         | 47                          | |                             |
| Sikorsky UH-60 Black Hawk       | Stati Uniti                 | elicottero utilityelicottero per operazioni specialiSARelicottero per guerra elettronica | S-70 UH-60MH-60HH-60EH-60                          | 2276                        | |                             |
| Boeing CH-47 Chinook            | Stati Uniti                 | elicottero da trasportoelicottero per operazioni speciali                                | CH-47D CH-47F CH-47F Block IIMH-47GMH-47G Block II | 4656937                     | 73 MH-47G consegnati, 69 in servizio a settembre 2018. 37 nuovi MH-47G Block II consegnati, più 6 ordinati al 3 marzo 2022.                                                          |                             |
| Mil Mi-17 Hip                   | Russia                      | elicottero da trasporto                                                                  | Mi-8Mi-17                                          | 10                          | |                             |
| Mil Mi-24 Hind                  | Russia                      | elicottero d'attacco                                                                     | Mi-24                                              | 1                           | Viene utilizzato per l'addestramento al combattimento. |                             |
| Airbus Helicopters UH-72 Lakota | Unione europea              | elicottero utility                                                                       | UH-72A                                             | 477                         | 463 UH-72A ricevuti tra il 2006 ed il settembre 2020. Le consegne di ulteriori 17 UH-72B iniziate verso la fine del 2021. Un UH-72A è stato perso il 20 dicembre 2010.               |                             |
| Aerei da addestramento          |                             |                                                                                          |                                                    |                             | |                             |
| North American T-6 Texan        | Stati Uniti                 | aereo da addestramento                                                                   | T-6D                                               | 4                           | |                             |
| Beechcraft King Air             | Stati Uniti                 | aereo da addestramento                                                                   | B100B200                                           | 11                          | |                             |
| Grob G 120                      | Germania                    | aereo da addestramento                                                                   | G120TP                                             | 6                           | |                             |

### Aeromobili ritirati
- Bell TH-67A Creek - 213 esemplari (1993-2021)[32]

## Personale
Il personale dello U.S. Army è costituito dai militari in servizio in una delle tre componenti: il Regular Army (tecnicamente definito United States Army senza ulteriori specificazioni), la Riserva e la Guardia Nazionale dell'Esercito; in particolari periodi storici ne è esistita anche una quarta, l'Army of the United States, composto dai soldati reclutati coattivamente mediante il servizio di leva obbligatorio, che però è stato disattivato nel 1972. Vanno perciò esclusi dal computo del personale i dipendenti civili del dipartimento dell'Esercito (a sua volta suddivisione del dipartimento della Difesa del governo federale), unità aggregate da altre forze armate o agenzie governative e i contractor che vengono ingaggiati per operazioni militari o paramilitari.
Il termine corretto per definire un generico militare dello U.S. Army, a prescindere dal grado o dalla funzione rivestiti, è “Soldier”.

### Organico
L'organico dello U.S. Army è definito dal dipartimento della Difesa, che annualmente presenta una proposta di bilancio della Difesa al Presidente degli Stati Uniti. Questi, a sua volta, la propone al Congresso perché sia approvata in entrambe le camere. Nel 2017 l'Esercito statunitense poteva contare su 990 000 soldati complessivi, così suddivisi fra le tre componenti summenzionate:
- Regular Army: 460 000
- Guardia Nazionale dell'Esercito: 335 000
- Riserva: 335 000

### Gerarchia militare
È presentata la successione gerarchica dei gradi dello U.S. Army. In ragione delle diverse radici storiche e culturali, la denominazione e la suddivisione in gradi dell'Esercito statunitense non è interamente sovrapponibile a quella dell'Esercito italiano, da cui proviene principalmente la terminologia militare della lingua italiana, e questo rende una traduzione integrale non sempre possibile.

#### Commissioned officers
I commissioned officers equivalgono alla categoria ufficiali delle forze armate italiane. La “commission” è il documento con cui il Capo dello Stato conferisce all'ufficiale i suoi poteri. Dalla guerra d'indipendenza americana in poi, in poi la commission degli ufficiali statunitensi viene firmata dal Presidente degli Stati Uniti all'atto dell'immissione in ruolo di ciascun nuovo ufficiale.
| Distintivo    |                     |         |                    |               |                   |         |                    |       |         |                  |                   |  |  |  |  |
| Grado         | General of the Army | General | Lieutenant General | Major General | Brigadier General | Colonel | Lieutenant Colonel | Major | Captain | First Lieutenant | Second Lieutenant |  |  |  |  |
| Abbreviazione | GA                  | GEN     | LTG                | MG            | BG                | COL     | LTC                | MAJ   | CPT     | 1LT              | 2LT               |  |  |  |  |

#### Warrant Officers
Il ruolo dei Warrant Officers è formato da ufficiali specialisti provenienti prevalentemente dalla categoria degli enlisted; si colloca gerarchicamente fra i sottufficiali (NCO) e gli ufficiali (commissioned officers). Non è possibile proporre una traduzione del termine warrant officer, categoria presente nelle forze armate anglosassoni. “Warrant” indica un “mandato”, un documento sempre a firma del Capo dello Stato che affida al militare i poteri in questione, diversi e più limitati rispetto a quelli stabiliti nella commission.
| Codice NATO   | W-5                     | W-4                     | W-3                     | W-2                     | W-1               |
| ------------- | ----------------------- | ----------------------- | ----------------------- | ----------------------- | ----------------- |
| Distintivo    |                         |                         |                         |                         |                   |
| Grado         | Chief Warrant Officer 5 | Chief Warrant Officer 4 | Chief Warrant Officer 3 | Chief Warrant Officer 2 | Warrant Officer 1 |
| Abbreviazione | CW5                     | CW4                     | CW3                     | CW2                     | WO1               |

#### Enlisted
La categoria degli enlisted, che potrebbe essere indicata con “sottufficiali e truppa” in italiano, comprende la truppa (gradi da private, soldato semplice, a specialist) e i non-commissioned officers (NCO), alla lettera “ufficiali senza commissione” (in quanto non ricevono nessun tale documento, ma vengono scelti internamente dalla gerarchia e da essa ricevono le loro prerogative) e solitamente tradotti per analogia “sottufficiali”.
| Distintivo    |                            |                        |                |                |                 |                      |                |          |                     |            |                     |         | Nessun distintivo |  |  |  |  |
| Grado         | Sergeant Major of the Army | Command Sergeant Major | Sergeant Major | First Sergeant | Master Sergeant | Sergeant First Class | Staff Sergeant | Sergeant | Corporal (Caporale) | Specialist | Private First Class | Private | Private           |  |  |  |  |
| Abbreviazione | SMA                        | CSM                    | SGM            | 1SG            | MSG             | SFC                  | SSG            | SGT      | CPL                 | SPC        | PFC                 | PV2     | PV1               |  |  |  |  |

### Arruolamento
Le forze armate degli Stati Uniti stanno affrontando una significativa crisi di reclutamento, con una riduzione del numero di volontari disposti ad arruolarsi. Questo fenomeno, che interessa tutte le branche militari ad eccezione della Forza spaziale, è attribuibile a una serie di fattori che spaziano dalla crisi di fiducia istituzionale all'inidoneità fisica e accademica dei potenziali candidati, passando per un mercato del lavoro più competitivo e meno rischioso. Le conseguenze di questa crisi sono evidenti: l'esercito ha visto una riduzione del personale da 476 000 a 466 000 unità nel 2023, con un mancato raggiungimento degli obiettivi di reclutamento del 25%.
Tra le principali cause del calo degli arruolamenti si annoverano:
- Crisi di fiducia. La fiducia dei cittadini americani nelle forze armate è diminuita sensibilmente, passando dal 70% del 2018 al 48% nel 2022, secondo il Reagan National Defense Survey[38]. Questo declino è stato accentuato dal ritiro dall'Afganistan nell'agosto 2021, considerato una sconfitta strategica[39].
- Inidoneità fisica e accademica. Solo il 23% dei giovani statunitensi è ritenuto idoneo al servizio militare[40][41], una percentuale in calo rispetto al 29% degli anni precedenti[42][43]. L'obesità giovanile, che interessa il 23% degli adolescenti tra i 12 e i 19 anni, rappresenta una delle principali cause di esclusione, così come le carenze nelle prove accademiche richieste per l'arruolamento.
- Mercato del lavoro competitivo. Il settore privato offre opportunità lavorative con benefici economici e sociali (come assistenza sanitaria, congedi parentali e finanziamenti per l'istruzione) che rendono meno attraente la carriera militare.
- Problemi culturali e sociali. L'eccessiva politicizzazione percepita delle forze armate, sia in senso progressista che conservatore, ha alimentato ulteriori divisioni[44][45].

### Addestramento
L'addestramento nell'esercito statunitense è generalmente diviso in due categorie: individuale e collettivo.
Il basic training (addestramento di base per le reclute) consiste in dieci settimane, a cui segue l'Advanced Individualized Training (addestramento individuale avanzato, AIA), in cui i soldati vengono preparati per la loro MOS (Military Occupational Specialties, specializzazione occupazionale militare, SOM, che indica il particolare campo di competenze del militare) in una delle molte località di addestramento negli Stati Uniti. La durata dell'AIA varia a seconda della SOM in questione.
Per i futuri ufficiali, invece, l'addestramento è preceduto dalla preparazione precedente alla nomina in diverse sedi: all'Accademia Militare degli Stati Uniti di West Point, al Reserve Officers' Training Corps (Corpo d'addestramento per gli ufficiali della riserva, un corso offerto agli studenti universitari in cambio di borse di studio e benefici) o all'Officer Candidate School (Scuola candidati ufficiali, sita a Fort Benning, in Georgia, che accetta sia civili che militari). In seguito alla nomina, i neoufficiali sono inviati al Basic Officer Leaders Course (in precedenza Officer Basic Course), che varia nel tempo e nel luogo a seconda del futuro impiego.
L'addestramento collettivo prende luogo sia nel luogo di servizio assegnato alle unità che nei tre Combat Training Centers (Centri di addestramento al combattimento): il National Training Center (NTC) a Fort Irwin, in California; il Joint Readiness Training Center (JRTC) a Fort Polk, in Louisiana; il Joint Multinational Training Center (JMRC) nella Hohenfels Training Area a Hohenfels, in Germania.

## Cronotassi dei comandanti
- Comandante generale dell'esercito statunitense (1775-1903)
- Capo di stato maggiore dell'Esercito degli Stati Uniti (dal 1903)

## I sette valori fondamentali
Negli anni novanta del XX secolo, l'esercito statunitense adottò ufficialmente quelli che divennero noti come "The 7 Army Core Values" (I sette valori fondamentali dell'Esercito). Nell'ordine, essi sono:
1. Loyalty (Lealtà) - Essere fedeli alla Costituzione degli Stati Uniti d'America, all'esercito statunitense, alla propria unità e ai propri commilitoni.
2. Duty (Dovere) - Svolgere il proprio dovere.
3. Respect (Rispetto) - Trattare gli altri come dovrebbero essere trattati.
4. Selfless service (Servizio altruistico) - Mettere il bene della nazione, dell'esercito e dei subordinati prima del proprio.
5. Honor (Onore) - Vivere secondo i valori dell'esercito.
6. Integrity (Integrità) - Fare quel che è giusto, sia legalmente che moralmente.
7. Personal Courage (Coraggio personale) - Affrontare paura, pericolo o avversità, sia in senso fisico che morale.

I sette valori fondamentali (Core Values) vengono esposti in quest'ordine, a formare l'acronimo LDRSHIP (leadership).